# Pcelin, Burgas
Pcelin (în bulgară Пчелин) este un sat în comuna Sungurlare, regiunea Burgas,  Bulgaria. 

## Demografie
Componența etnică a satului Pcelin
     Turci (98,14%)
     Nicio identificare (1,85%)
     Altele (0%)
La recensământul din 2011, populația satului Pcelin era de 54 locuitori. Din punct de vedere etnic, majoritatea locuitorilor (98,14%) erau turci. Pentru 1,85% din locuitori nu este cunoscută apartenența etnică.